# Ercheia cinereotincta
Ercheia cinereotincta là một loài bướm đêm trong họ Noctuidae.